# Neues Schloss (Althofen)

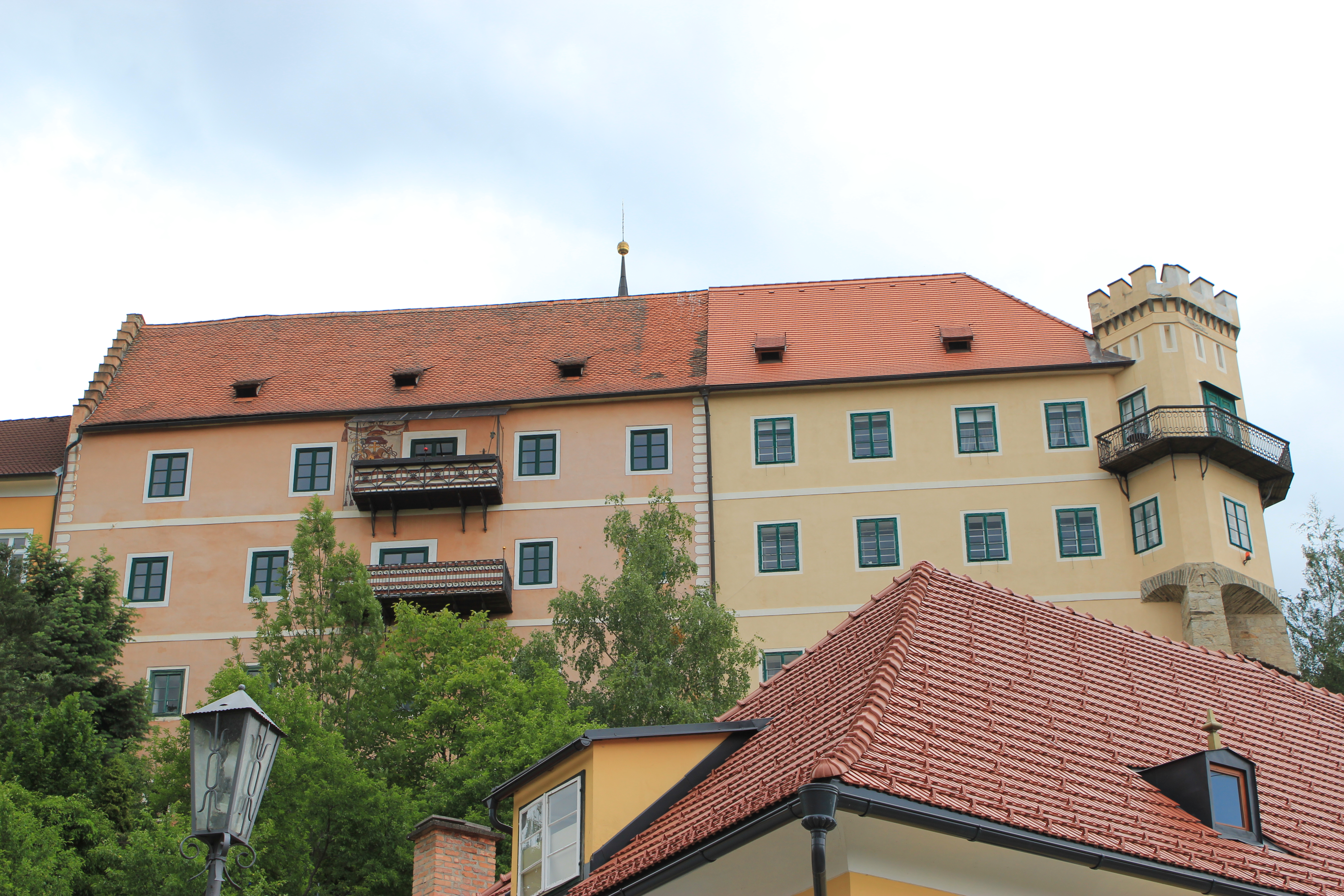
Südansicht (2011)

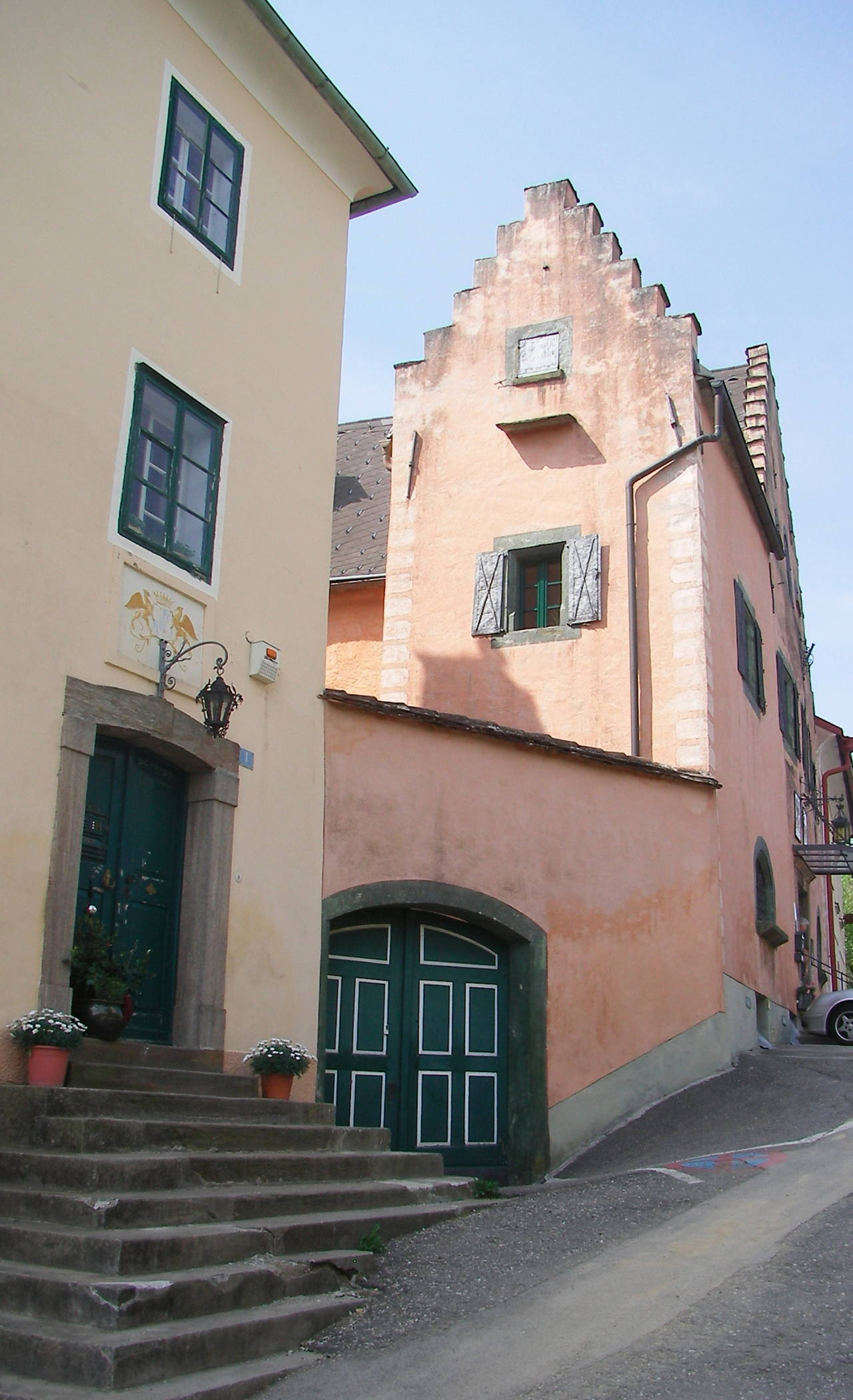
Nordansicht (2006)

Das Neue Schloss steht erhaben südlich der Pfarrkirche im Oberen Markt von Althofen. Die Bezeichnung „Neues Schloss“ ist für die beiden Objekte Schlossplatz 1 und 2 sowohl in ihrer Gesamtheit als auch für jedes einzelne Gebäude gebräuchlich. Die beiden Gebäudeteile stehen getrennt unter Denkmalschutz (Listeneintrag, Listeneintrag).

## Geschichte
Ein im 13./14. Jahrhundert auf einen noch älteren Kern zurückgehender Sitz der Salzburger Erzbischöfe bzw. ihrer Pfleger wurde im Ungarnkrieg zerstört. Der Wiederaufbau des Schlosses erfolgte um 1500 durch Leonhard von Keutschach. Nach der Säkularisation 1803 wurde das Schloss Staatsgut. 1845 kaufte Eugen Dickmann von Secherau das Anwesen und veränderte es mit seinem Sohn zwischen 1847 und 1849 durch den Zubau eines zinnenbewehrten Eckturms historistisch. Die Südfassade erhielt Balkone und geschoßteilende Gesimsbänder. In der zweiten Hälfte des 20. Jahrhunderts wurden die beiden Haushälften an verschiedene Besitzer verkauft.

## Baubeschreibung
Die einheitlich gestaltete, achtachsige Südfassade der beiden Häuser sowie die durchgehende Trauf- und Firstlinie der südlichen Dachfläche verbindet die beiden Objekte zu einem einheitlichen Komplex. Die Südfassade folgt vermutlich einem Mauerzug der hochmittelalterlichen Burg.
Das Haus Schlossplatz Nr. 1 ist ein viergeschoßiger Bau mit einem mächtigen Sockelgeschoß über einem rechteckigen Grundriss. Im Erdgeschoß ist eine Wandpfeilerhalle des 15./16. Jahrhunderts erhalten. Die fächerförmig von den Wandpfeilern ausgehenden Grate des Stichkappen-Tonnengewölbes bilden in den Gewölbescheiteln netzartig überkreuzte und verschlungene Konfigurationen. Das von flachen, konsolartigen Wandvorlagen ausgehende Tonnengewölbe mit Stichkappen im südwestlichen Erdgeschoßraum stammt vom Baubestand des 16./17. Jahrhunderts.
Das Haus Schlossplatz Nr. 2 stammt im Kern aus dem 13./14. Jahrhundert und wurde im 15./16. Jahrhundert repräsentativ umgebaut. Der Eckturm und der Treppengiebel wurden 1849 errichtet. Ein Fenster mit spätgotischem Steingewände ist mit 1772 bezeichnet. Die spätgotische Halle ist mit Stuckgewölbe ausgestattet.